# Дроздов, Иван Георгиевич
Иван Георгиевич Дроздов (22 августа 1880, Московская губерния — 26 ноября 1939, Ленинград) — русский и советский живописец, график, член Ленинградского Союза художников.

## Биография

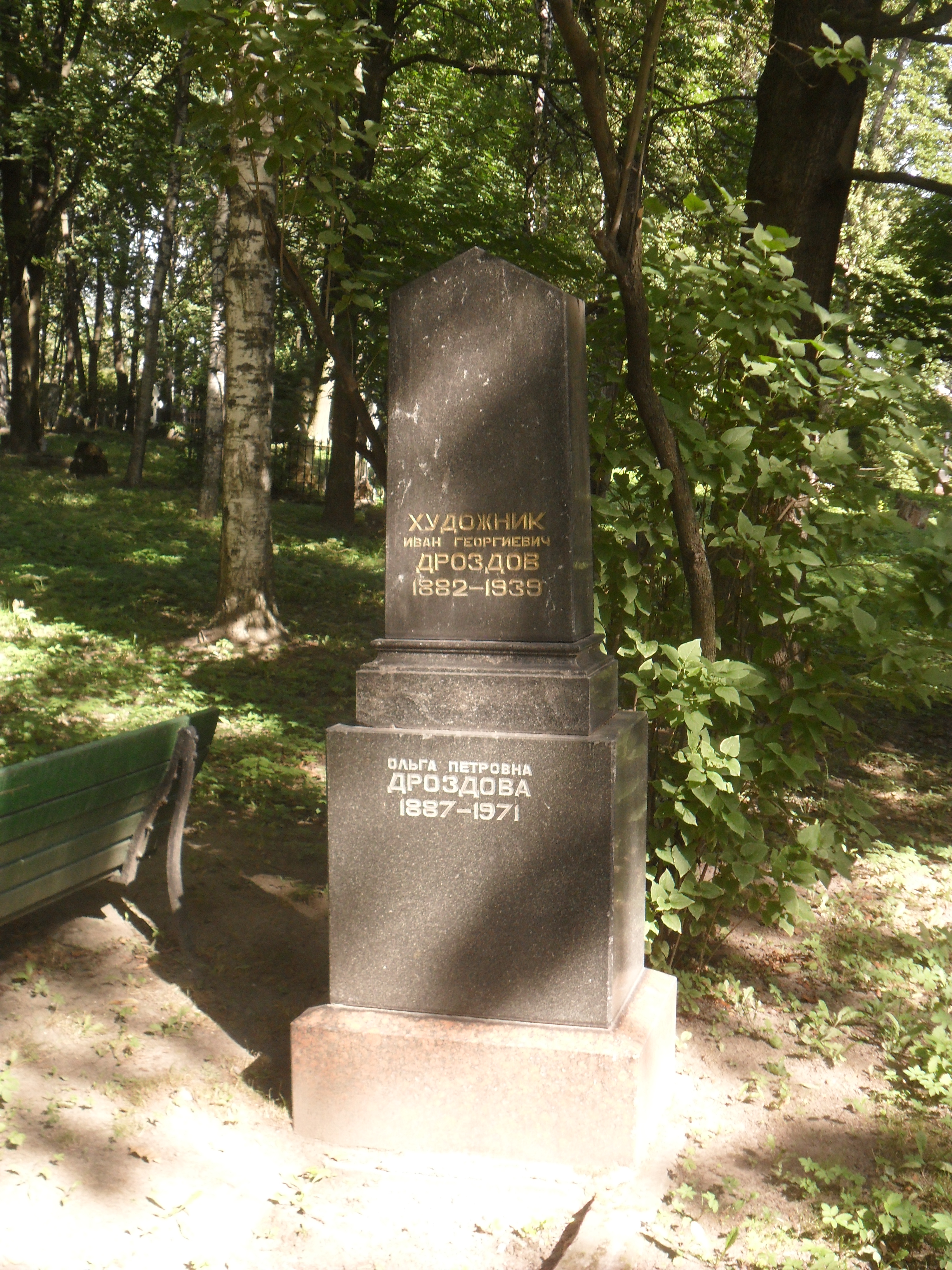
Могила Дроздова на Литераторских мостках в Санкт-Петербурге.

Родился в селе Введенское Московской губернии. В 1900 поступил в Пензенское художественное училище, занимался у К. А. Савицкого. После окончания училища в 1904 поступил в Высшее художественное училище при Императорской Академии художеств в Санкт-Петербурге. Занимался у В. Маковского, И. Репина, В. Савинского. Окончил Высшее художественное училище в 1910 году. Звание художника получил за картины «Перекупщики» и «Раскаяние» (02.11.1910) . В 1911-1912 в качестве пенсионера ИАХ посетил Италию, Францию и Германию.
Участвовал в выставках с 1908 года. Писал портреты, жанровые картины, пейзажи. Член и экспонент ТПХВ в 1908-1918 годах, Общества художников имени А. И. Куинджи в 1917-1927 годах, АХРР-АХР в 1923-1929 годах (в 1924-1926 - председатель Ленинградского филиала АХРР). С 1932 года член Ленинградского Союза художников.
Скончался 26 ноября 1939 года в Ленинграде на 60-м году жизни.
Произведения И. Г. Дроздова находятся в Государственном Русском музее, в музеях и частных собраниях в России и за рубежом.